# Aeroportul Stockholm
Aeroportul Stockholm (IATA: SMP) este un aeroport din Papua Noua Guinee.
Situat la o altitudine de 3 m, aeroportul dispune de o singură pistă.